# Carlos Carbonero
Artikeln följer den spanska namnseden; faderns efternamn är Carbonero och moderns efternamn Mancilla.
Carlos Mario Carbonero Mancilla, född 25 juli 1990, är en colombiansk fotbollsspelare (mittfältare) som spelar för colombianska Cortuluá i Categoría Primera A.
Carbonero har tidigare spelat för colombianska Academia, Atlético Huila och Once Caldas samt för argentinska Arsenal de Sarandí.
Han blev uttagen i Colombias trupp till fotbolls-VM 2014 som ersättare till skadade Aldo Leão Ramírez.